# Мазурская народная партия
Мазурская народная партия (пол. Mazurska Partia Ludowa, Partia Mazurska Ludowa) — первая мазурская политическая организация левой направленности, действовавшая в Восточной Пруссии с 1896 по 1914 год. Мазурская народная партия действовала на территории современных элкского, гижицкого, олецкого, мронговского, пишского, щитненского и нидзицкого повятов.

## История
В создании партии в декабре 1896 года приняли участие главный редактор газеты Gazeta Ludowa Кароль Барке, Богумил Лабуш, мазурский поэт Михал Кайка. Первым председателем партии был выбран Кароль Барке. На первом этапе партия состояла в основном из мазурских крестьян разного материального достатка, что привело впоследствии к образованию двух фракций «богатых» крестьян из окрестностей Элка и «бедных» крестьян из щитненского повята.
8 ноября 1897 года состоялся первый съезд партии, на котором был избран особый выборный комитет, состоящий из 30 членов партии. Этому комитету было поручено написать программу партии, которая была принята 25 января 1898 года.
В программе партии было заявлено, что она выступает в защиту интересов крестьян и сельскохозяйственных рабочих, эксплуатируемых крупными землевладельцами. Для достижения этой цели партия планировала бороться за введение налоговой, административной, политической и экономической реформы, в результате которой планировалось улучшение положения мазурских крестьян. Партия призывала к изменению муниципальной собственности и выступала за справедливую оплату педагогического труда сельских учителей, выборы глав муниципального управления и использование государственных средств для улучшения коммунальной инфраструктуры. Программа партии требовала равенство перед законом, свободу ассоциаций и религиозных объединений, сохранение родного языка и принятие нового демократического избирательного закона, распространяющегося на всю территорию Восточной Пруссии.
Все решения Мазурской народной партии публиковались в «Gazeta Ludowa», которая стала его печатным органом. «Gazeta Ludowa». В 1906 году был основан другой печатный орган партии журнал Mazur, выходивший до 1914 года.

## Деятельность
Особым направлением в деятельности партии была избирательная кампания. На выборах 1898 года партия получила 5694 голосов в щитненском и мронговском повятах и 2238 голосов в элкском и олецком повятах. Эти голоса имели важное значение как выражение общественного мнения, потому что в это время прусское правительство всячески препятствовало мазурскому общественному и культурному возрождению. Прусские власти относились к Мазурской народной партии как к опасной организации и руководители партии постоянно подвергались различным притеснениям. В результате правительственных карательных действий председатель партии Кароль Барке был вынужден в 1898 году покинуть Мазурию. В 1902 году была закрыта «Gazeta Ludowa». В выборах 1903, 1907 и 1911 годов партия получила небольшое количество голосов. В 1913 году партия призвала к бойкоту выборов в Восточной Пруссии. В это время партия встала на леворадикальные позиции, что привело к выходу из неё «богатой» фракции.
С 1910 года партия стала заниматься экономической деятельностью, создавая различные фонды, кредитные организации и занимаясь предпринимательской деятельностью, которая продолжалась до начала I мировой войны. В 1910 году партией был создан «Bank ludowy» в Любаве, который действовал до 1928 года.
Деятельность Мазурской народной партии прекратилась с началом I мировой войны.